# Matti Åkerblom

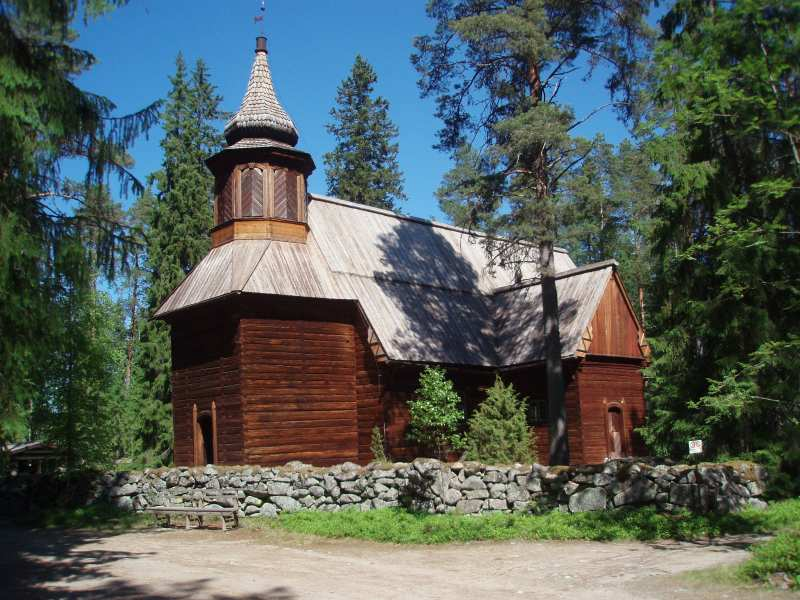
Pihlajavesi gamla kyrka.

Matti Åkerblom (även Pärnä), född 18 juli 1740 i Eräjärvi, död 10 juni 1819 i Orivesi, var en  svensk allmogearkitekt och kyrkbyggare i östra rikshalvan. 
Åkerblom ritade och lät uppföra en lång rad träkyrkor i hela Finland, av vilka många fortfarande är bevarade. I byggnadsarbetet assisterades han ofta av systersonen Mats Åkergren (1752–1839). 

## Verk i urval
- Teisko kyrka med klockstapel (1788 och 1798)
- Messuby gamla kyrkas trävalv (1796–1797)
- Angelniemi kyrka (1772)
- Ruovesi kyrka (1778)
- Kuorevesi kyrka (1779)
- Kuru kyrka (1781)
- Eräjärvi kyrka i Orivesi (1781)
- Pihlajavesi gamla kyrka (1782)
- Kuhmois kyrka (1785, med klockstapel av Åkergren 1786)
- Nurmijärvi träkyrka (1793)
- Tyrväntö kyrka (1798–1803)
- Vesilax kyrka (1802)